# Provincia de Vercelli
Vercelli (en italiano: provincia di Vercelli) es una provincia de la región del Piamonte, en Italia. Su capital y ciudad más poblada es Vercelli.
Tiene un área de 2088 km², y una población total de 176.829 hab. (2001). Hay 86 comuni (municipios) en la provincia (fuente: ISTAT, véase este enlace).